# فدراسیون فوتبال بورکینافاسو
فدراسیون فوتبال بورکینافاسو (فرانسوی: Fédération Burkinabé de Foot-Ball, FBF‎) نهاد اداره‌کننده مسابقات فوتبال و فوتسال در کشور بورکینافاسو است.
این فدراسیون که در سال ۱۹۶۰ تأسیس شده عضو کنفدراسیون فوتبال آفریقا و فیفا نیز می‌باشد و مقر آن در شهر آواگادوگو است.